# Tennis Club Vomero
Il Tennis Club Vomero è un circolo di tennis con sede a Napoli, nel quartiere Vomero.

## Storia
Il primo circolo sportivo del Vomero fu fondato nel 1907 su iniziativa dei fratelli Siniscalco, con il nome di Circolo “Partenope”. La sua prima sede era in via Luigia Sanfelice e disponeva di un solo campo da tennis in cemento.
Il suo primo Presidente fu l'ing. Francesco Siniscalco che provvide subito a sostituire  il campo in cemento con due campi in terra battuta.
Durante gli anni del primo dopoguerra 1915-1918 fu operata una prima fusione del Circolo Partenope  con un altro Club situato in via Scarlatti: dalla fusione derivò il “Tennis Club Vomero”.
Sui campi si organizzavano manifestazioni sportive anche in altri sport quali scherma, boxe, lotta greco romana, peraltro aderenti alla realtà sociopolitica di quel tempo.
Più tardi si sono aggiunti al Circolo il “Tennis Club Rosalba”, con un campo in via Luca Giordano, e altri due campi costruiti in Via Stanzione.
Distrutti durante i bombardamenti del 1940, i campi vennero ricostruiti solo al termine del secondo conflitto mondiale. Da quel momento vennero organizzati i primi tornei.
Nel 1952, il circolo Tennis Club Vomero ampliò i suoi spazi nell'attuale via Rossini.

## Napoli Women's Tournment
Il torneo “Napoli Women's Tournment” è un evento del panorama sportivo di grande prestigio, che attira un grande pubblico di appassionati sportivi e l'attenzione di tutti i media, per l'alto livello agonistico ed i numerosi eventi mondani che fanno da contorno alla manifestazione.
L'evento si svolge a Napoli presso il Tennis Club Vomero ed è inserito nel circuito ITF con montepremi pari a 25 000 $ (inserito nel circuito mondiale ITF e che distribuisce punti per le classifiche WTA).
Gli ultimi tornei di tennis internazionale femminile si giocarono al circolo collinare dal 1971 al 1973, con nell'albo d'oro fuoriclasse del livello della campionessa di Wimbledon, l'inglese Virginia Wade.

### Sponsor e Partner
- Banca Euromobiliare
- Tennis Club Vomero
- Makers
- Leonardo Immobiliare